# Claus Sørensen

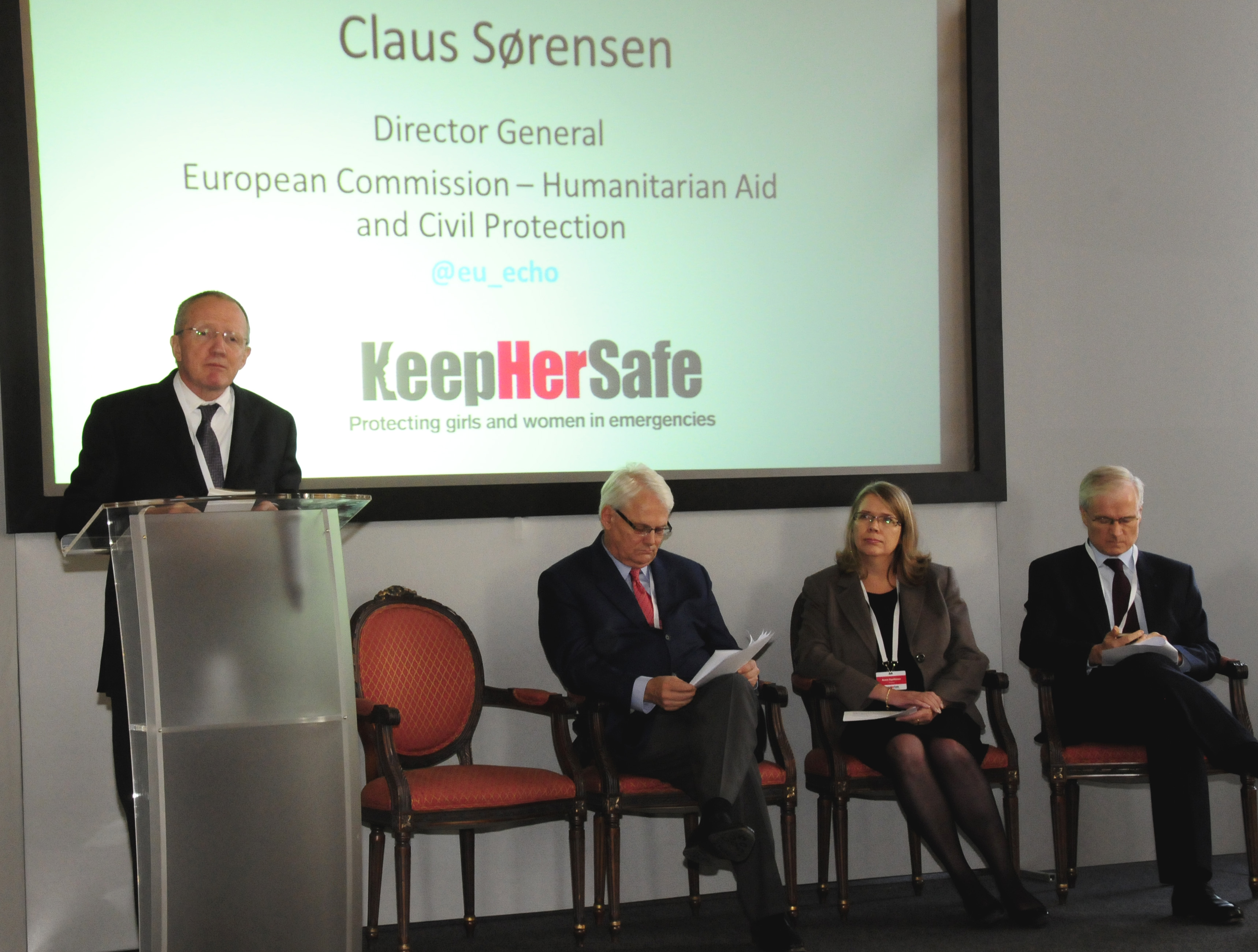
Claus Sørensen als Redner (2013)

Claus Haugaard Sørensen (* 12. August 1951) ist ein dänischer EU-Beamter und seit 2011 Generaldirektor der Generaldirektion Humanitäre Hilfe und Zivilschutz der Europäischen Kommission.
Claus Sørensen studierte Wirtschaftswissenschaften mit Abschluss Bachelor an der Universität Kopenhagen 1972 und als Master an der Universität Aarhus 1977. Anschließend trat er in den dänischen diplomatischen Dienst. Dort gehörte er von 1981 bis 1985 der dänischen Vertretung bei der Organisation für wirtschaftliche Zusammenarbeit (ECO) und von 1988 bis 1989 bei der Europäischen Union (EU) an. 
Seit 1990 ist Sørensen für die EU tätig, zunächst von 1990 bis 1994 im Kabinett des Vizepräsidenten der Europäischen Kommission Henning Christophersen und von 1995 bis 1999 der EU-Kommissarin Anita Gradin, dann als Kabinettchef der EU-Kommissare Poul Nielson (1999 bis 2003) und Mariann Fischer Boel 2004 bis 2006. Anschließend leitete er als Generaldirektor bis 2011 die Generaldirektion Kommunikation und seit dem 1. Juli 2011 als Nachfolger von Peter Zangl die Generaldirektion Humanitäre Hilfe und Zivilschutz.